# Phanoperla bakeri
Phanoperla bakeri és una espècie d'insecte plecòpter pertanyent a la família dels pèrlids que es troba a Malèsia: Mindanao (les illes Filipines).